# Ga Sangnoksu
Ga Sangnoksu là ga nằm trên Tàu điện ngầm vùng thủ đô Seoul tuyến 4. Nó nằm ở thành phố Ansan.

## Bố trí ga
| ↑ Banwol                    |
| ４３ \| ２１ \|             |
| Đại học Hanyang tại Ansan ↓ |

| １·２ | ● Tuyến 4 | → Hướng đi Jungang · Choji · Ansan · Oido →             |
| ３·４ | ● Tuyến 4 | ← Hướng đi Sanbon · Geumjeong · Myeong-dong · Danggogae |